# 齿头鲱
齒鯡亞目為輻鰭魚綱鯡形目的其中一個亞目，其下僅有一科一屬一種，即齒頭鯡（Denticeps clupeoides），被IUCN列為易危保育類動物，為熱帶淡水魚，分佈於非洲西部Oueme流域到尼日河三角洲，棲息在淡水溪流，生活習性不明。